# Etzhorn
Etzhorn ist ein Stadtteil der niedersächsischen Großstadt Oldenburg in Deutschland.

## Geschichte

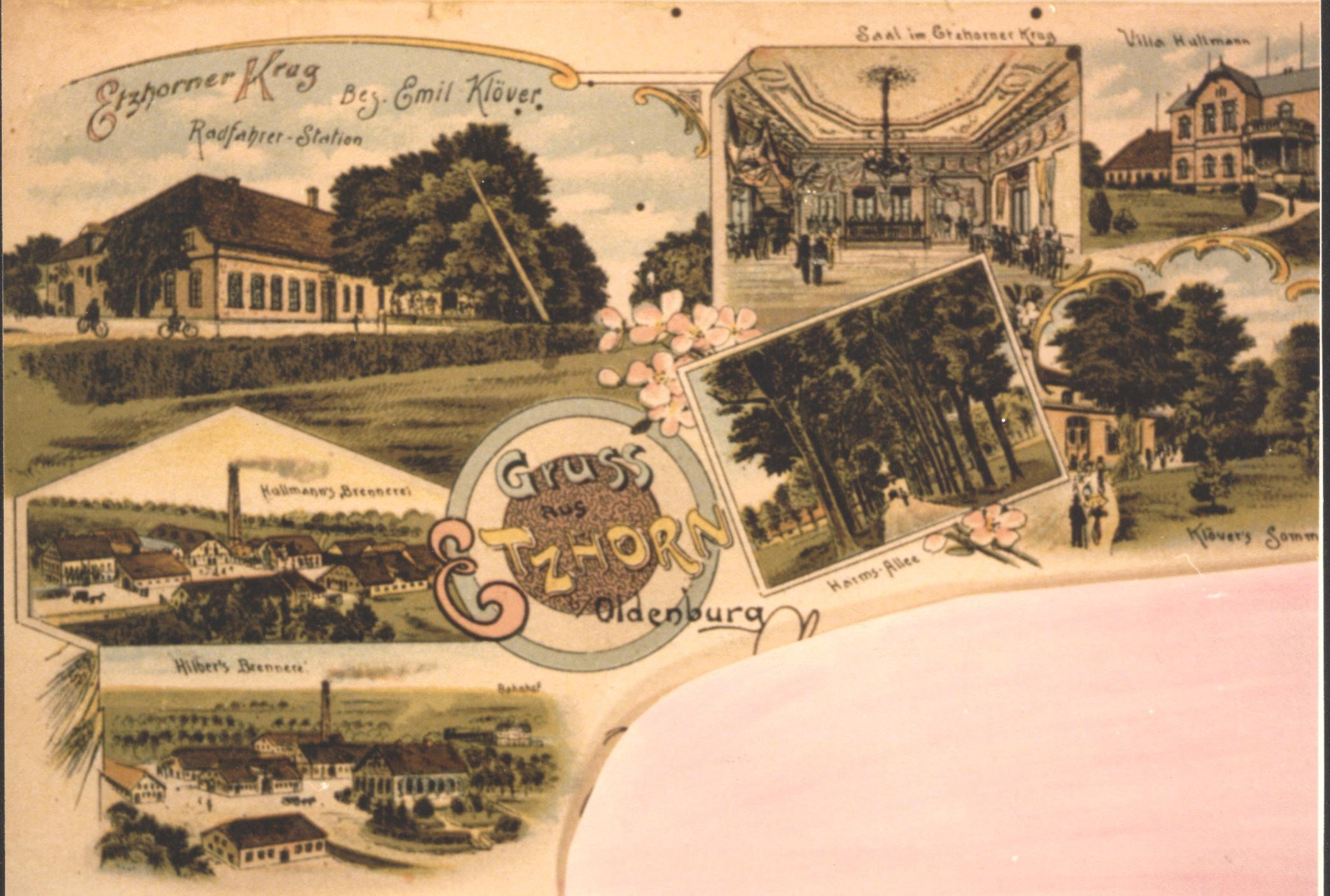
Alt-Etzhorn, Ansichtskarte (um 1896): Die Radfahrer-Station „Etzhorner Krug“, die Brennereien Hullmann und Hilbers

Etzhorn im Norden der Stadt Oldenburg ist ein ehemaliges Bauerndorf, es besteht vermutlich mindestens seit dem 9. Jahrhundert.
Der Name Etzhorn leitet sich von Eddas Horn ab und bezeichnet einen vorwiegend aus Geest bestehenden Landstrich, der hornförmig ins Moor ragt. Die erste urkundliche Erwähnung erfolgte 1305. Wie auch die anderen alten Dörfer des Ammerlandes war Etzhorn eine Esch-Siedlung. Bis in das 20. Jahrhundert blieb Etzhorn ein Bauerndorf, allerdings entwickelten sich mehrere Höfe zu größeren Branntweinbrennereien bzw. Hefefabriken.
1896 erhielt Etzhorn Eisenbahnanschluss durch den Bau der „Gummibahn“ Oldenburg–Brake. Der alte Bahndamm ist heute ein Spazierweg (vom Kummerkamp bis zur Hullmann-Brennerei). Nur der alte Vorplatz des Bahnhofs ist erhalten geblieben. Zur Bauerschaft Etzhorn gehörten auch die Dörfer Wahnbek, Ipwege und das Gut Buttel, heute Ammerland.
Vor allem nach der Dänenzeit (1667–1773) entstanden neue Köter-Siedlungen, zuerst Nadorst, ab 1858 Ipwegermoor. Nach dem Ersten Weltkrieg kam das aus Munitionsbaracken entstandene Ofenerdiek dazu.

Etzhorn gehörte ursprünglich zur Hausvogtei, später zur Landgemeinde Oldenburg. 1897 wurde es Teil der Gemeinde Ohmstede. Durch die Verwaltungsreform von 1933 kamen Etzhorn, Nadorst und Ofenerdiek an die kreisfreie Stadt Oldenburg; Wahnbek, Ipwege und Ipwegermoor gingen an die Gemeinde Rastede im Landkreis Ammerland.

## Aktuell
Mittlerweile werden rund um Etzhorn, zum Beispiel am Mittelkamp oder an Seitenstraßen des Etzhorner Wegs, Neubausiedlungen errichtet.

## Sport

### Ansässige Vereine
- SV Eintracht Oldenburg e. V.
- Schützenverein Etzhorn e.V. von 1898
- Bürgerverein Etzhorn e. V.

Im Bereich Fußball verfügt der SV Eintracht Oldenburg mittlerweile über ca. 16 Jugendmannschaften.
Die 1. Herrenmannschaft wurde in der Saison 2006/2007 Meister in der 1. Kreisklasse. Der Aufstieg in die Kreisliga war damit perfekt. Mittlerweile spielt die Mannschaft in der Jade-Weser-Hunte Liga des Großkreises Jade-Weser-Hunte.

### Sportanlagen
- Sportanlage Am Hellmskamp (Heimspielstätte des SV Eintracht)
- Sportplatz Grundschule Etzhorn (Trainingsplatz des SV Eintracht)
- Sporthalle Grundschule Etzhorn

Bei drei Spendenläufen der Grundschule Etzhorn und des SV Eintracht Oldenburg konnten die Kosten für den Bau einer kleinen Sporthalle gedeckt werden und somit den Bau gewährleisten. Die Halle wurde im September 2007 durch die GS Etzhorn und den SV Eintracht eingeweiht.

## Bekannte Einrichtungen
- Kornbrennerei J. Hullmann GmbH & Co. KG; gegründet 1807, Vertrieb durch die Private Kornbrennerei H. Heydt
- Brennerei und Hefefabrik Hilbers; gegründet um 1849,  Brennerei bis 2005
- Etzhorner Krug, erstmals 1598 erwähnt
- Weser-Ems Druck (Wilhelmshavener Heerstraße)
- Landhaus Etzhorn (Butjadinger Str. 398, als Bauernhof erstmals erwähnt 1329)

## Verkehr und Infrastruktur

### Verkehr
Bus
Etzhorn wird durch die Buslinie 323 der Oldenburger Verkehr und Wasser GmbH (VWG) im Ortskern, sowie durch die Linien 322, 324 und den NachtExpress N36 an der Wilhelmshavener Heerstraße angebunden.
Autobahn
Etzhorn ist über die Bundesautobahn 293, Abfahrt Etzhorn/Ofenerdiek angebunden.
Eisenbahn
Durch den Bau der Gummibahn Oldenburg–Brake erhielt Etzhorn einen Bahnanschluss. Der alte Bahndamm ist heute ein Spazierweg vom Kummerkamp bis zur Hullmann-Brennerei.